# آلبه
آلبه (به فرانسوی: Albé) یک کمون در فرانسه است که در canton of Villé واقع شده‌است.

## خصوصیات
آلبه ۱۰٫۸۳ کیلومترمربع مساحت و ۴۶۷ نفر جمعیت دارد.